# Pantofiorii țarinei (operă)
Pantofiorii țarinei este operă comico-fantastică a lui Piotr Ilici Ceaikovski în 4 acte și 8 scene, bazată pe aroma națională ucraineană, cerută la Curtea Imperială a Romanovilor. Tradus din „papuci” ucraineană - „pantofi”.
Libret de Yakov Polonsky bazat pe povestea lui Nikolai Gogol „Noaptea dinaintea Crăciunului”. Dedicat memoriei Marii Ducese Elena Pavlovna. În prima ediție din 1874, opera s-a numit „Vakula Fierarul” și a fost amplasată în 3 acte. Opera a fost pusă în scenă de 18 ori la Moscova, dar în 1885 autorul a creat o nouă ediție, simplificând oarecum unele elemente ale țesăturii muzicale, precum și adăugând ariile lui Vakula „Poate să audă fecioara”, piesa „Învățătorul școlii” și versuri ale Cel Senin.